# Stelis tristyla
Stelis tristyla är en orkidéart som beskrevs av John Lindley. Stelis tristyla ingår i släktet Stelis och familjen orkidéer. Inga underarter finns listade i Catalogue of Life.